# Circa
Circa (del latín circa, ‘alrededor de’), abreviado como c. o ca., significa ‘hacia’ o ‘alrededor de’. Se usa en la bibliografía científica para expresar que, aunque se carece de la certeza necesaria para proporcionar un valor único, existen otros datos fehacientes que permiten asegurar que el hecho o dato que se comunica en el texto se produjo en un momento —o tuvo un valor— anterior o posterior al que se cita en la escala de referencia utilizada, pero siempre relativamente cercano al que se transcribe.

## Usos
Es ampliamente usada en genealogías y en documentos históricos cuando las fechas de los eventos no se conocen con precisión. Esta palabra o su abreviatura deben situarse antes de la fecha en cuestión, nunca después de ella. Por ejemplo:

c. 1732
Se afirma que sucedió en 1732 o en una fecha próxima anterior o posterior que no se conoce con total certeza.

Asimismo, en español, para este propósito también puede usarse la expresión «hacia» (abreviada «h.»).
En idioma inglés se utiliza de forma similar.